# Oskar Kaltenegger
Oskar Kaltenegger (* 14. August 1886 in Stein in Oberkrain; † 26. März 1976), bis 1919 Oskar Ritter Kaltenegger von Riedhorst, war ein österreichischer Jurist, Beamter und Politiker. Er war Abgeordneter zum Oberösterreichischen Landtag, Landrat von Gmunden und Beamter der nationalsozialistischen Zivilverwaltung.

## Ausbildung und Beruf
Kaltenegger wurde als Sohn des Bezirkshauptmanns Oskar Kaltenegger von Riedhorst und Enkel des Landeshauptmanns Friedrich Kaltenegger von Riedhorst, in Stein, heute Kamnik, in Slowenien geboren und wurde ab 1892 im Privatunterricht von seiner Mutter unterrichtet. Er wechselte zum Besuch der 3. und 4. Klasse Volksschule nach Laibach und absolvierte ab 1896 das Theresianum in Wien, wobei er die Schule 1904 mit der Matura abschloss. Nachdem Kaltenegger seinen Militärdienst als Einjährig-Freiwilliger absolviert hatte, wurde er 1908 Leutnant der Reserve. Danach besuchte er einen Abiturientenkurs der Wiener Handelsakademie und studierte Rechtswissenschaften an der Universität Wien.
Seine berufliche Laufbahn begann Kaltenegger als k.k. Statthaltereikonzeptspraktikant der Statthalterei Triest. 1912 wechselte er als Referent für Mobilisierung zur Bezirkshauptmannschaft Görz, nach Ausbruch des Ersten Weltkriegs meldete er sich freiwillig an die Front. Er kämpfte daraufhin in Galizien und Südtirol und wurde mehrfach schwer verwundet, wodurch er als Hauptmann der Reserve schwerinvalide aus dem Kriegsdienst ausschied. Kaltenegger wurde in der Folge der Bezirkshauptmannschaft Gradisca zugeteilt, wo er per 1. Februar 1918 zum Bezirkskommissär ernannt wurde. Ende Dezember 1918 wurde Kaltenegger in das Unterrichtsministerium übernommen, wo er bis Ende Dezember 1919 als Ministerialvizesekretär tätig war. Auf eigenen Wunsch wechselte er 1919 in den Landesverwaltungsdienst und übernahm das Amt des Vorstands der
Agrarbezirksbehörde Steyr. Noch im selben Jahr wurde er stellvertretender Bezirkshauptmann von Steyr. 1934 wurde Kaltenegger infolge des Juliputsches zur Bezirkshauptmannschaft Wels versetzt und später des Amtes enthoben. 1937 erfolgte jedoch seine Ernennung zum stellvertretenden Bezirkshauptmann von Linz.
Nach dem „Anschluss Österreichs“ an das nationalsozialistische Deutsche Reich betraute Gauleiter August Eigruber Kaltenegger am 14. März 1938 kommissarisch mit dem Amt des Landesamtdirektors, das er bis Ende September 1939 ausübte. Per 5. Mai 1938 wurde er zudem Landrat des Kreises Gmunden im Rang eines Oberregierungsrates. Kaltenegger übte dieses Amt bis zum 2. November 1940 aus, eine Berufung nach Lublin hatte er abgelehnt. Er hatte kurzfristig das Amt des Verwaltungschefs in Rennes inne, bevor er 1941 als abgeordneter Beamter vom Reichsstatthalter Oberdonau zum Chef der Zivilverwaltung der besetzten Gebiete Kärntens und Krains mit Sitz in Klagenfurt versetzt wurde. Kaltenegger trat seine Stelle am 14. April 1941 an, geriet jedoch bald in Konflikt mit dem stellvertretenden Gauleiter Franz Kutschera, da sich Kaltenegger für ein besseres Verhältnis zur slowenischen Bevölkerung einsetzte. Er wurde daraufhin seines Amtes enthoben. Auch seine Ernennung zum Regierungsdirektor und Referent für Oberkrain in Klagenfurt wurde noch vor seinem Amtsantritt rückgängig gemacht. Er wechselte schließlich 1942 als Regierungsdirektor ins bayrische Innenministerium und wurde von dort als Hauptmann der Reserve übernommen und als Kreiskommandant in Kortryke und Gent eingesetzt. Ende 1943 erfolgte seine Versetzung als Kampfkommandant nach Bihać und Novska.
Bei Kriegsende wurde Kaltenegger in Schönberg bei Cilli verhaftet und in jugoslawischer Kriegsgefangenschaft 1949 zum Tode verurteilt. 1950 wurde seine Strafe in eine Gefängnisstrafe umgewandelt, 1951 erfolgte seine Entlassung. Nach seiner Rückkehr nach Österreich erfolgte Ende 1951 durch das Amt der oberösterreichischen Landesregierung seine Versetzung in den dauernden Ruhestand.

## Politik und Funktionen
Kaltenegger engagierte sich in Steyr an der Gründung der Heimwehr und wurde Obmann des Steyrer Turnvereins. 1930 trat er für den Schoberblock bei der Nationalratswahl in Österreich 1930 im Traunkreis an, des Weiteren kandidierte er bei der Landtagswahl in Oberösterreich 1931. Er trat zum 30. März 1933 in der Ortsgruppe Steyr der NSDAP bei (Mitgliedsnummer 1.522.969) und war nach eigenen Angaben während des Parteiverbotes Betriebszellenleiter der Bezirkshauptmannschaft Wels gewesen. Nach dem Tod des Landtagsabgeordneten Maximilian Pauly rückte Kaltenegger am 1. April 1934 als Landtagsabgeordneter in den Oberösterreichischen Landtag nach, wobei er jedoch auf Grund des Verfassungs-Übergangsgesetzes nie zu einer Sitzung einberufen wurde. 1938 wurde er Kreisführer Oberdonau des Nationalsozialistischen Reichsbundes für Leibesübungen sowie SA-Sturmbannführer.